# جو سبانو
جو سبانو (بالإنجليزية: Joe Spano)‏ (و. 1946  م) هو ممثل أفلام، وممثل مسرحي، وممثل تلفزي أمريكي، ولد في سان فرانسيسكو، بدأ مشواره المهني سنة 1967.

## التعليم
تعلم في جامعة كاليفورنيا، بركلي
.

## وصلات خارجية
- جو سبانو على موقع IMDb (الإنجليزية)
- جو سبانو على موقع ألو سيني (الفرنسية)
- جو سبانو على موقع أول موفي (الإنجليزية)
- جو سبانو على موقع قاعدة بيانات برودواي على الإنترنت (الإنجليزية)
- جو سبانو على موقع قاعدة بيانات الأفلام السويدية (السويدية)
- جو سبانو على موقع إن إن دي بي (الإنجليزية)
- جو سبانو على موقع قاعدة بيانات الفيلم (الإنجليزية)
- جو سبانو على موقع كينوبويسك (الروسية)